# Baeoura longiloba
Baeoura longiloba är en tvåvingeart som beskrevs av Alexander 1966. Baeoura longiloba ingår i släktet Baeoura och familjen småharkrankar. Inga underarter finns listade i Catalogue of Life.